# Samsung Galaxy M13
Il Samsung Galaxy M13 (commercializzato anche come Samsung Galaxy F13) è uno smartphone di fascia medio-bassa prodotto da Samsung, facente parte della serie Samsung Galaxy M (F).

## Caratteristiche tecniche

### Hardware
Il Galaxy M13 è uno smartphone con form factor di tipo slate, le cui dimensioni sono di 165,4 × 76,9 × 8,4 mm e pesa 198 grammi.
Il dispositivo è dotato di connettività GSM, HSPA, LTE, di Wi-Fi 802.11 a/b/g/n/ac dual-band con supporto a Wi-Fi Direct e hotspot, di Bluetooth 5.0 con A2DP e LE, di GPS con A-GPS, BeiDou, GALILEO, GLONASS e QZSS, di NFC. Ha una porta USB-C 2.0 e un ingresso per jack audio da 3,5 mm.
È dotato di schermo touchscreen capacitivo da 6,6 pollici di diagonale, di tipo PLS LCD Infinity-V, angoli arrotondati e risoluzione FHD+ 1080 × 2408 pixel.
La batteria ai polimeri di litio da 5000 mAh non è removibile dall'utente. Supporta la ricarica rapida adattiva a 15 W.
Il chipset è un Samsung Exynos 850 (8 core a 2 GHz). La memoria interna di tipo eMMC 5.1 è di 64 o 128 GB, mentre la RAM, di tipo LPDDR4X, è di 4 GB.
La fotocamera posteriore ha un sensore principale da 50 megapixel, con apertura f/1.8, uno da 5 MP ultra-grandangolare e una da 2 MP per le profondità, è dotata di autofocus PDAF, modalità HDR e flash LED, in grado di registrare al massimo video 1080p a 30 fotogrammi al secondo, mentre la fotocamera anteriore è singola da 8 MP con registrazione video massimo in 1080p@30 fps e supporto HDR.
Il Galaxy F13 differisce per le dimensioni e peso (9,3 mm di spessore, 207 g) poiché presenta una batteria più capiente: 6000 mAh.
Il 14 luglio 2022 viene ripresentato in India con un modulo fotocamera senza cornice e con una batteria da 6000 mAh.

## Varianti

### Galaxy M13 5G
Il Galaxy M13 5G è uno smartphone con form factor di tipo slate, le cui dimensioni sono di 164,5 × 76,5 × 8,8 mm e pesa 195 grammi. Presenta un display da 6,5 pollici, di tipo TFT Infinity-V, risoluzione HD+ 720 × 1600 pixel, refresh rate a 90 Hz. Batteria 5000 mAh. Chipset MediaTek Dimensity 700 5G (MT6833) con CPU octa core (2 core a 2.2 GHz + 6 core a 2 GHz). Fotocamera posteriore principale da 50 megapixel, con apertura f/1.8 e 2 MP per le profondità, fotocamera anteriore da 5 MP f/2.0.

### Software
Il sistema operativo è Android 12. Ha l'interfaccia utente One UI Core 4.1.